# Augusta de Montléart
Augusta de Montléart (1823 – 1885) è stata un'artista, nobile, intellettuale e benefattrice francese.

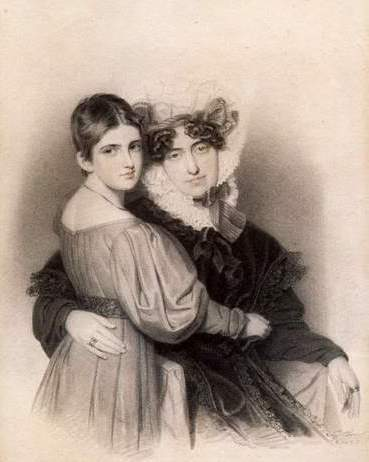
Presunto ritratto di Maria Cristina Albertina di Sassonia-Courland con una figlia, forse Augusta de Montléart

Era la figlia più giovane del principe francese Jules de Montléart e della principessa Maria Cristina Albertina di Sassonia (1770-1851). Quindi era la sorellastra minore di re Carlo Alberto.
Augusta de Montléart visse in Austria, dopo in Francia, anche in Italia, Portogallo e, infine, in Polonia.
Autrice e committente della Capella di Carlo Alberto,  a Porto, Augusta de Montléart divenne nota in Polonia come la "Principessa dei contadini", per aver dedicato gli ultimi anni della sua vita esclusivamente alla beneficenza. Una delle pioniere dei diritti degli animali, Augusta fondò scuole, istituì borse di studio e, nel suo stesso palazzo in Polonia, allestì un ospedale per i più poveri. Morì in circostanze tragiche e misteriose nella sua tenuta alla periferia di Myślenice. Non si sposò e non lasciò figli.